# Yordan Ivanov
Yordan Ivanov é um historiador literário, arqueólogo, folclorista e conhecedor da cultura e literatura medieval búlgara. O mais proeminente conhecedor do bogomilismo.
Descobridor do manuscrito de Istoriya Slavyanobolgarskaya. Após a Primeira Guerra Mundial, ele lançou as bases dos Estudos cirilo-metodianos na França. 